# بل ویل
بل ویل (به اسپانیایی: Bell Ville) شهری در کشور آرژانتین، استان کوردوبا است که در سال ۲۰۰۹ میلادی، حدود ۳۲٬۳۳۶ نفر جمعیت داشته است.

## نگارخانه

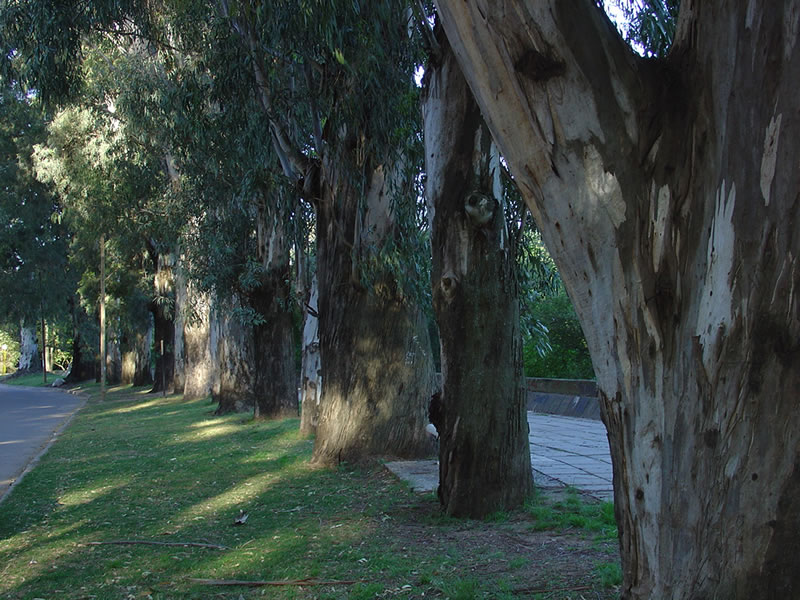
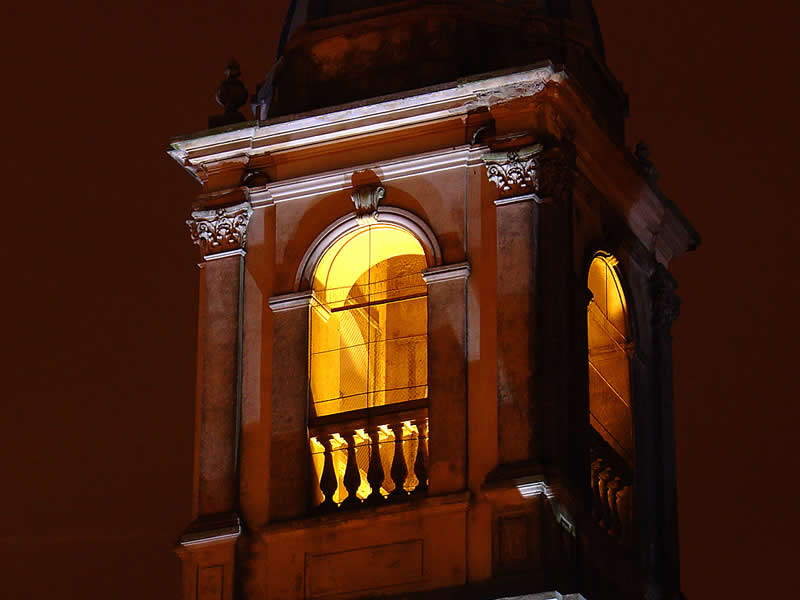
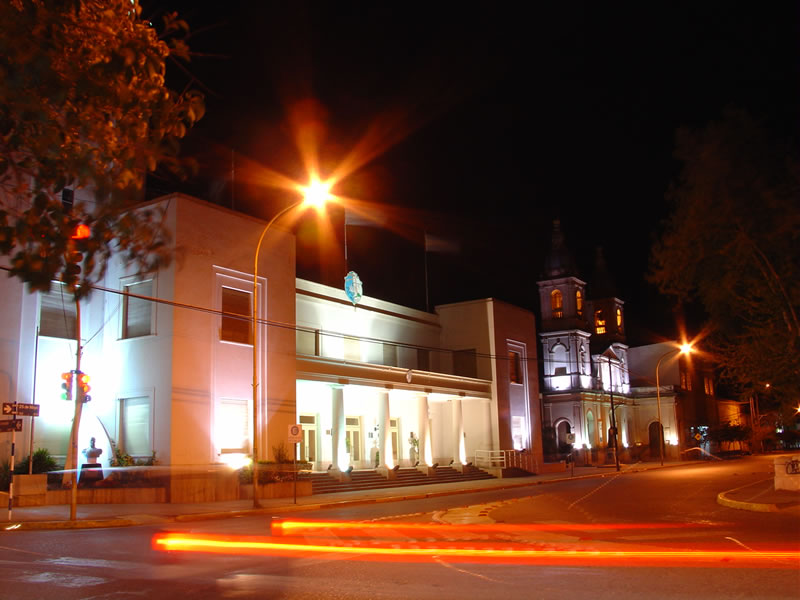
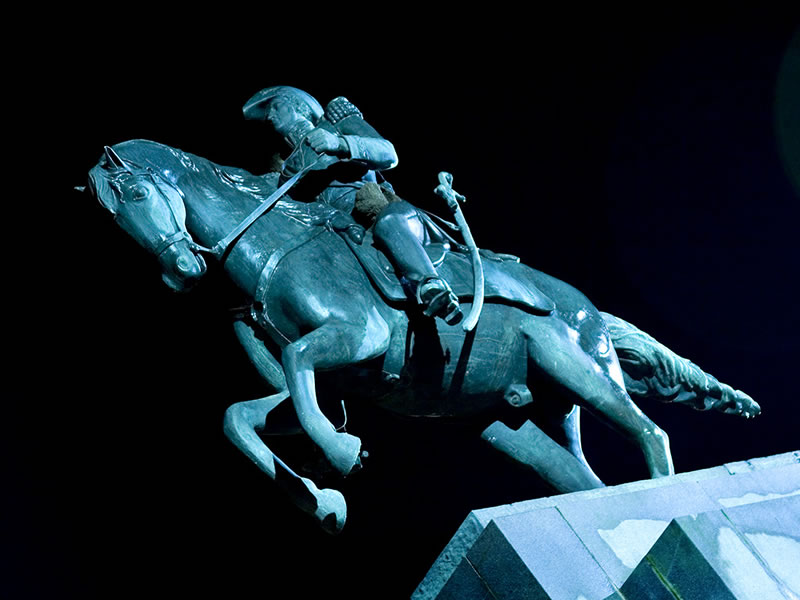